# Театральний провулок (Харків)
Театральний провулок — провулок в центрі міста Харкова, розташований в Київському адміністративному районі. Починається від вулиці Григорія Сковороди і йде на південний схід униз за рельєфом до Куликівської вулиці. З непарного боку від Театрального провулка відходять Садова, Потебні та Дівоча вулиці.

## Історія і назва
На початку XVIII століття Театральний провулок вже існував і називався вулицею «Над ровом». Населяли це місце військові Харківського слобідського полку і козаки, оскільки поруч пролягала межа Харкова з укріпленнями у вигляді рову та валу. У 1810-ті роки майбутній Театральний провулок доєднався до Театральної площі через Німецьку вулицю (нині вулиця Григорія Сковороди). У списках вулиць Театральний провулок з'являється з 1869 року. Активну забудову Театрального провулку відносять до початку XX століття.

## Будинки

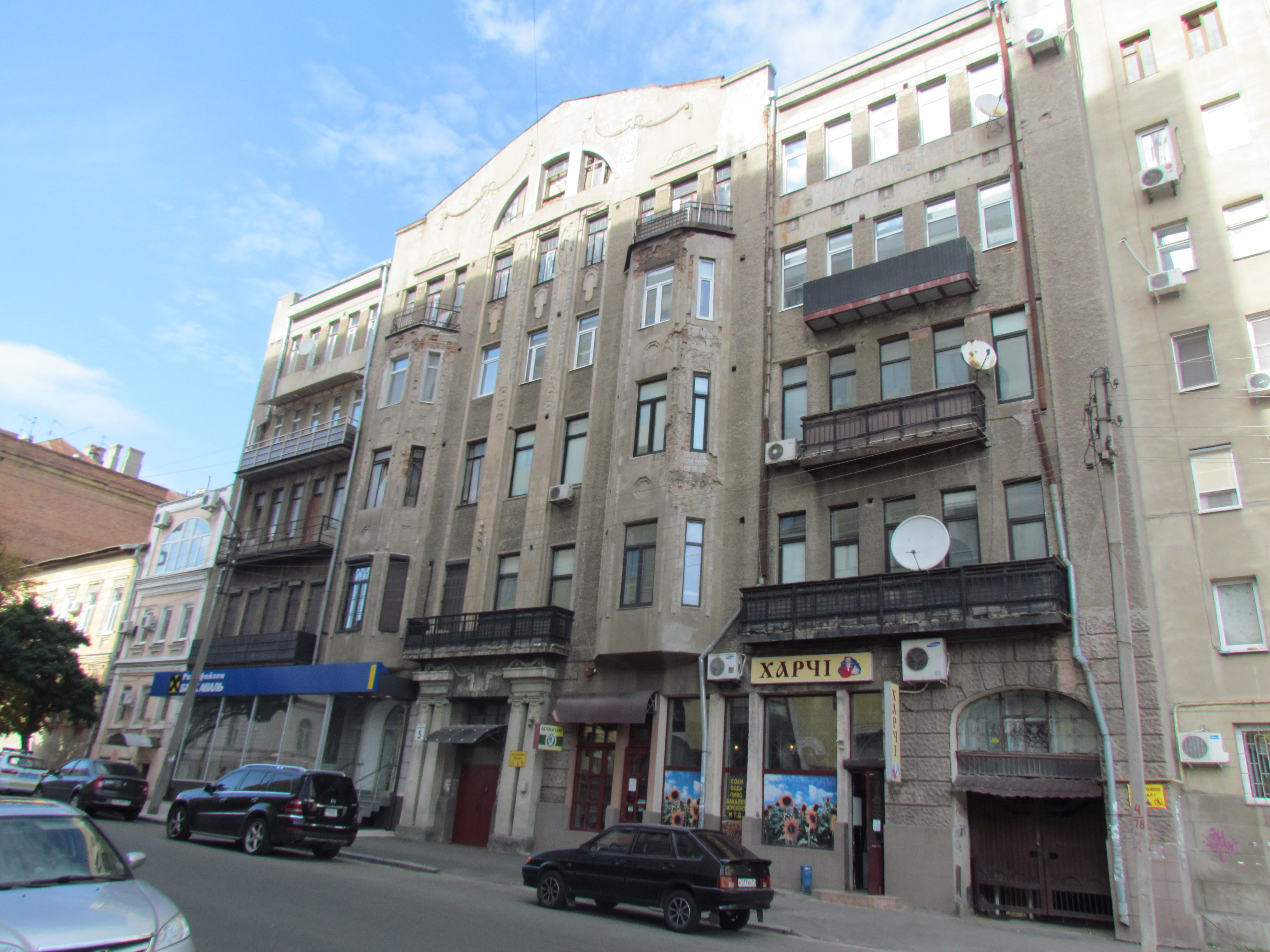
Будинок № 5

- Будинок № 3 — Пам'ятка архітектури Харкова, охорон. № 490. Житловий будинок, архітектор невідомий, XIX століття.
- Будинок № 5 — Пам'ятка архітектури Харкова, охорон. № 229. Прибутковий будинок Немировського, архітектор М. Г. Диканський, 1904 рік. Нині будинок житловий[3].
- Будинок № 6 — Колишня пам'ятка архітектури з охорон. № 230. Житловий будинок, архітектор Л. К. Тервен, 1910 рік. В народі має назву «Дах Світу». Після пожежі мешканці будинку були розселені, будинок вирішили зробити медичною бібліотекою, почали реконструкцію, яка так і не була завершена. 22 квітня 2020 року депутати Харківської міськради прийняли рішення про знесення будинку і будівництво на його місці житлового комплекса[4].
- Будинок № 9 (вулиця Садова, № 2) — Пам'ятка архітектури Харкова, охорон. № 6. Житловий будинок, архітектор невідомий, 1928 рік.